# Trần Tuệ Hiền
Trần Tuệ Hiền (sinh năm 1969) là một chính khách Việt Nam. Bà hiện là Phó Bí thư Tỉnh ủy, Chủ tịch Ủy ban nhân dân tỉnh Bình Phước.

## Lý lịch và học vấn
Trần Tuệ Hiền sinh ngày 19 tháng 2 năm 1969, quê quán xã Điện Thọ, Thị xã Điện Bàn, tỉnh Quảng Nam;
Ngày vào Đảng Cộng sản Việt Nam: 30/11/1996
Trình độ chuyên môn: Cử nhân Hành chính; Ngoại ngữ: Anh văn B;
Lý luận chính trị: Cao cấp

## Sự nghiệp
Trần Tuệ Hiền là một cán bộ trưởng thành từ cơ sở, đã trải qua các vị trí công tác tại Công ty trách nhiệm hữu hạn MTV cao su Phú Riềng, Ban Dân vận Tỉnh ủy, Thành ủy Đồng Xoài, Tỉnh ủy Bình Phước và là đại biểu Hội đồng nhân dân tỉnh khóa 8, khóa 9.
Bà cũng từng là Ủy viên Ban thường vụ Tỉnh ủy, Bí thư Đảng ủy, Phó Tổng Giám đốc Công ty cao su Phú Riềng.
Chiều ngày 23/10/2015, Đại hội lần thứ X Ban Chấp hành Đảng bộ tỉnh Bình Phước nhiệm kỳ 2015-2020 đã bầu Trần Tuệ Hiền giữ chức Phó Bí thư Thường trực Tỉnh ủy Bình Phước.
Sáng ngày 30 tháng 6 năm 2016, tại Hội trường tỉnh, kỳ họp thứ nhất Hội đồng nhân dân tỉnh khóa IX, nhiệm kỳ 2016-2021, Trần Tuệ Hiền, Phó Bí thư Thường trực Tỉnh ủy được bầu giữ chức vụ Chủ tịch Hội đồng nhân dân tỉnh Bình Phước, với tỷ lệ phiếu tín nhiệm đạt 95,3%.
Từ ngày 06 tháng 8 đến ngày 28 tháng 10 năm 2019, bà tham gia Lớp bồi dưỡng kiến thức mới cho cán bộ quy hoạch cấp chiến lược khóa XIII của Đảng tại Học viện Chính trị quốc gia Hồ Chí Minh.
Ngày 9 tháng 12 năm 2019, tại kỳ họp thứ 9, HĐND tỉnh Bình Phước khóa 9 đã bầu bà Trần Tuệ Hiền, Chủ tịch Hội đồng nhân dân tỉnh Bình Phước, giữ chức vụ Chủ tịch UBND tỉnh Bình Phước nhiệm kỳ 2016 -2021 với 63/64 phiếu chấp thuận.